# معاهدة شيمونوسيكي
معاهدة شيمونوسيكي (باليابانية: 下関条約 شيمونوسيكي جوياكو) هي معاهدة وقعت في قاعة شونبانرو في شيمونوسيكي في 17 أبريل 1895 بين إمبراطورية اليابان وسلالة تشينغ منهية بذلك الحرب اليابانية الصينية الأولى.

## بنود المعاهدة
تنص معاهدة شيمونوسيكي باختصار على البنود التالية:
- البند 1: تعترف الصين بالاستقلال الكامل لكوريا.
- البندين 2 و 3 : تتنازل الصين لليابان بشكل كامل عن بسكادورز، تايوان، ولياوتونغ بالإضافة إلى كامل موانئها وممتلكاتها.
- البند 4: توافق الصين على الدفع لليابان تعويض حرب بمقدار 200 مليون كوبنغ.
- بند 6 : تفتح الصين ساشيه، تشونغتشينغ، سوجو وهانجتشو.

## قيمة التعويض

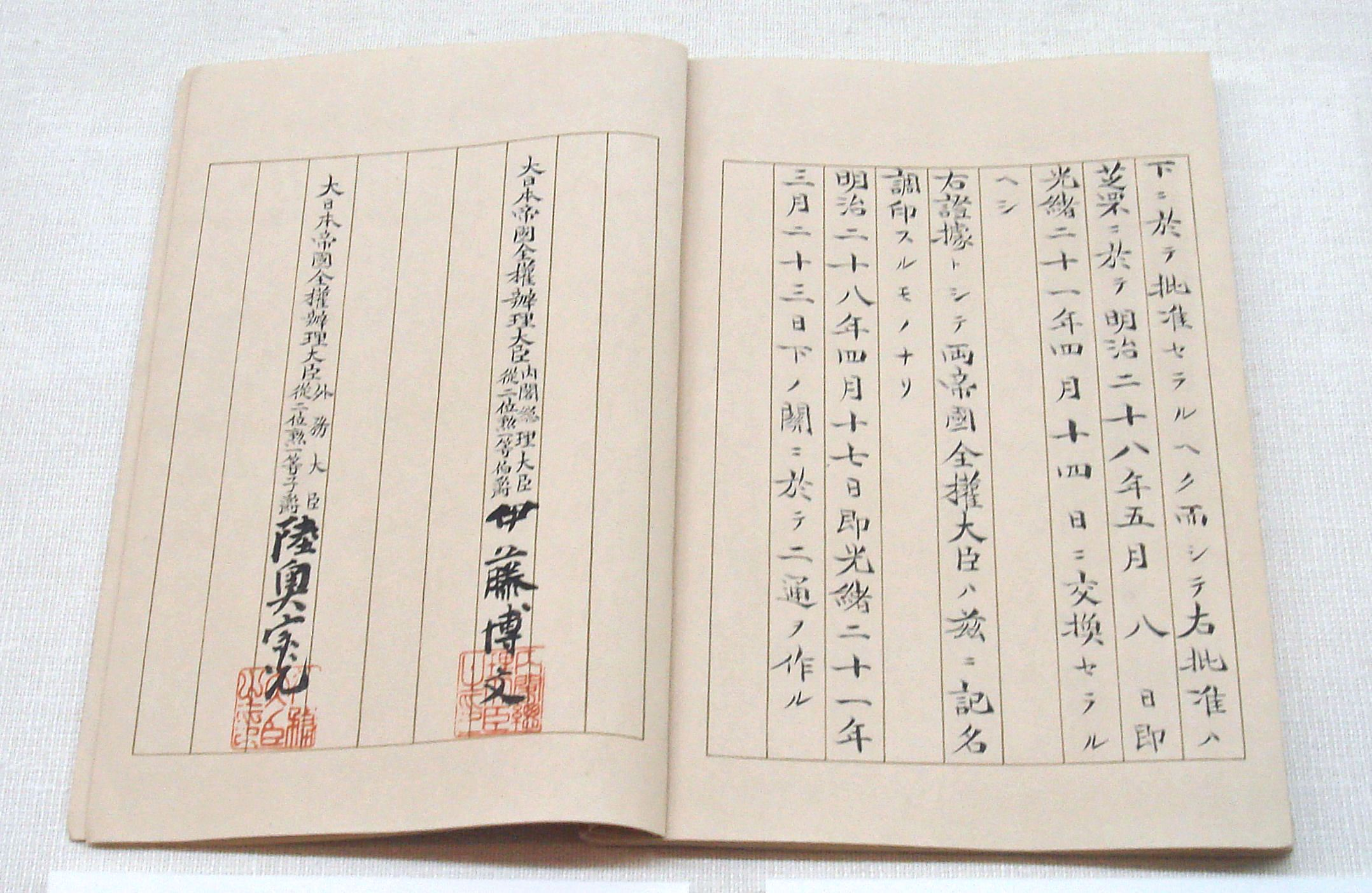
كتاب الاتفاقية

طبقا لبنود المعاهد كان على الصين أن تدفع قيمة التعويض لليابان بما يوازي 7.45 مليون كيلو جرام من الفضة.
وفيما بعد عندما اضطرت اليابان لترك فنزويلا لروسيا من أجل ميناء أرثر ، طلبت اليابان زيادة المبلغ ليصل الإجمالي لقيمة 8 مليون كيلو جرام من الفضة.

## وصلة خارجية
- Text of the treaty